# Mondello Park
Mondello Park är en racerbana i Caragh, Republiken Irland. Den öppnades 1968 och är Irlands enda internationella racerbana.

## Banan
Mondello Park har två bansträckningar: en 3,5 kilometer lång bana som används för större tävlingar, samt en kortare bana som mäter 2,1 km, där de flesta nationella tävlingar körs. De största evenemangen Mondello stått som värd för är British Touring Car Championship, brittiska F3-mästerskapet och Superbike. Banan är knixig, men innehåller flera snabba kurvor som är utmanande för förarna.

## Externa länkar

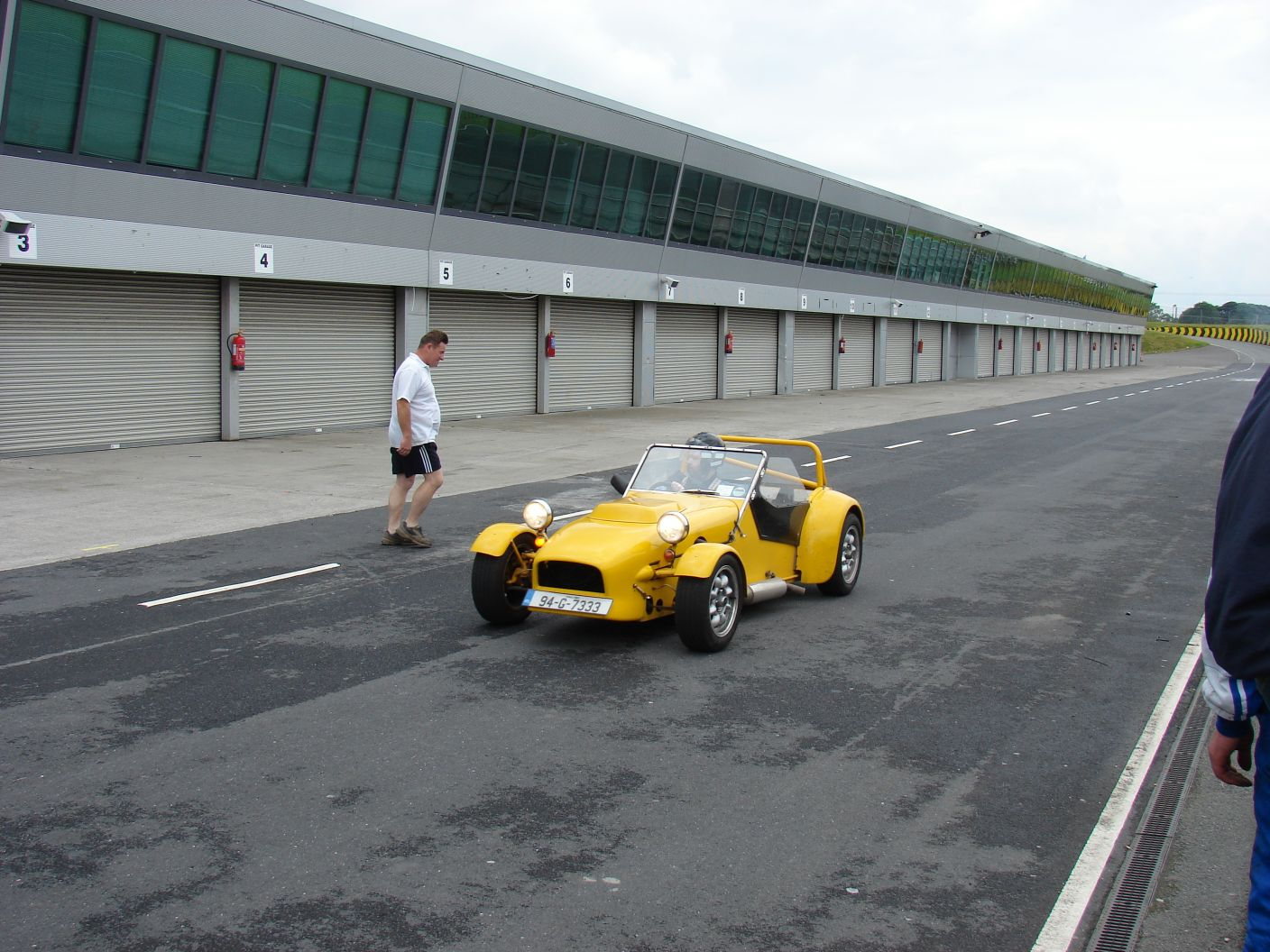
Depån på Mondello Park.